# 群青日和
《群青日和》（群青日和，Gunjou Biyori／Ideal days for ultramarine）是日本樂團東京事變的首張單曲，由東芝EMI／Virgin Music於2004年9月8日發行。在跨業合作部分，歌曲「群青日和」更成為三洋電機的au手機‘W21SA’廣告主題曲。初回限定為「特殊側封仕樣」。
在單曲銷售成績方面，本張單曲在日本Oricon銷售榜上最高位居單週第2名，名列2004年年度銷售榜第42位。而歌曲「群青日和」在日本告示牌所公布的告示牌百強單曲榜中，最高曾名列單週第18名。在銷售認證上，單曲《群青日和》銷售突破10萬張，在2004年9月通過日本唱片協會認定為金唱片。而歌曲「群青日和」的數位下載也在2015年11月通過日本唱片協會認定為金唱片。同時，這也是東京事變銷售量最高的單曲。

## 單曲概要
《群青日和》是東京事變的首張單曲，同時也是歌手椎名林檎告別個人演出生涯後的首張作品。椎名林檎在2001年接受雜誌專訪宣傳專輯《勝訴的新宿舞孃》時，說出「再出三張作品就結束個人形式的演唱生涯」的話，震撼了日本樂壇。而在2003年發表第三張專輯《加爾基 精液 栗子花》後，椎名林檎更宣布要將「椎名林檎」給封印起來。此舉讓大家開始出現想像，認為椎名林檎到底要退出歌壇呢，還是另有打算。而《東京體育》雜誌則做出了椎名林檎要改名成「椎名蜜柑」的臆測報導，還有其他的候選名單，像是「葡萄」、「檸檬」等。但事實上，椎名林檎是要以「東京事變」這個團體來與大家見面。而這張單曲正是東京事變首張單曲，同時也是向世人宣告音樂改朝換代的時候到了。椎名林檎也認為「這就是我的夢想啊!」。
這張單曲所收錄的三首歌曲皆不是由椎名林檎作曲，反而是交給樂團團員，像是歌曲「臉孔」就是吉他手晝海幹音原屬樂團的創作曲，再由他將歌曲提供給東京事變編曲，最後收錄至作品中。另外，單曲封面上，五位東京事變團員坐在餐桌前沉思，就好像是迷人的音樂讓人省思，怕一下子吃了覺得很可惜，更怕不吃而錯失好音樂。之後，東京事變以「群青日和」這首歌曲首度登上2004年朝日電視台音樂節目「Music Station」的聖誕節特別節目Music Station Super Live中，而這也是東京事變近兩個月來，第三度上此節目。
在單曲發售時程上，本張單曲首先於2004年8月11日開始在日本部分商店接受歌曲「群青日和」音樂錄影帶的視聽。09月8日則在日本發行單曲，當日也於官方網站上發表完整版音樂錄影帶「群青日和～關於那個淑女的夜生活」。同時，官方網站也出現聲明：『希望歌迷能去購買這張單曲，並在購買後，不論是在工作崗位、或是在家，與朋友、或是一人，也不論是否用耳機，請痛快的享受東京事變的新單曲。』台灣則是在2004年9月10日發售進口版單曲，並於9月15日發行台壓版單曲。
最後，在單曲銷售成績方面，本張單曲在發行當週以10.1萬張的銷售量在日本Oricon銷售榜上位居第2名，總計在Oriocn銷售榜上榜13週，累積銷售達20.3萬張，名列2004年年度銷售榜第42位。同時，單曲銷售突破10萬張，在2004年9月通過日本唱片協會認定為金唱片。而歌曲「群青日和」的數位下載也在2015年11月通過日本唱片協會認定為金唱片。

### 對稱美學
《群青日和》和《遭難》被歌迷認為兩張是相互對稱的作品，這也是東京事變首次出現對稱美學。在這兩張單曲中，不但歌曲名稱依平假名、片假名對稱，連歌曲曲目的順序都以「A面曲、翻唱曲、B面曲」這樣的方式排列。而演奏時間則各自形成對稱，在《群青日和》是「3.33、2.22、4.04」，在《遭難》則是「3.23、2.02、4.04」。在單曲封面上，《群青日和》採用紅色的色調、橫的排列及半面暈光，而在《遭難》則是採用藍色的色調、直的排列及半面暈光。此外，單曲的商品編號也成對稱，《群青日和》是TOCT-4884，《遭難》則是TOCT-4994。最後，在音樂錄影帶的部分，翻唱曲的音樂錄影帶皆為A面曲的延續。
|  | 01 |
|  | 02 |
|  | 03 |

### 音樂錄影帶

音樂錄影帶中以聚光燈的效果來拍攝

音樂錄影帶的導演內野政明，將「群青日和」和「關於那個淑女的夜生活」兩首歌曲的音樂錄影帶合而為一，完整名稱為：「群青日和～關於那個淑女的夜生活」。在「群青日和」的音樂錄影帶中，導演利用聚光燈，搭配上歌曲原本的節奏，以移動聚光燈來轉換團員的登場。而在翻唱曲「關於那個淑女的夜生活」的音樂錄影帶中，同樣地也是用聚光燈開場用以延續上一首歌，但之後以演唱會拍攝的手法，完成此音樂錄影帶。

### 跨業合作
- 「群青日和」

（三洋電機）au手機‘W21SA’廣告主題曲

### 獲獎紀錄
The SPACE SHOWER MUSIC VIDEO AWARDS
- BEST GROUP VIDEO－《群青日和》

MTV Video Music Awards Japan
- BEST BUZZ ASIA FROM JAPAN－《群青日和》（提名）

## 曲目
| 東京事變【群青日和】 | 東京事變【群青日和】           | 東京事變【群青日和】 | 東京事變【群青日和】 | 東京事變【群青日和】 |
| 曲序                 | 曲目                           |                      | 作曲                 | 时长                 |
| -------------------- | ------------------------------ | -------------------- | -------------------- | -------------------- |
| 1.                   | 群青日和                       | 椎名林檎             | H是都M               | 3:33                 |
| 2.                   | 關於那個淑女的夜生活（翻唱曲） | 勞倫茲·哈特          | 理察·羅傑斯          | 2:22                 |
| 3.                   | 臉孔                           | 椎名林檎             | 晝海幹音             | 4:04                 |
| 总时长：             | 总时长：                       | 总时长：             | 总时长：             | 10:00                |

作詞：椎名林檎（#1,3）、勞倫茲·哈特（#2）
作曲：H是都M（#1）、理察·羅傑斯（#2）、晝海幹音（#3）
全編曲：東京事變

### 曲目介紹
1. 群青日和（日語：群青日和）
  - 收錄於《教育》專輯中

在第二期東京事變第一次大型演唱會《DOMESTIC! Virgin LINE》中，團員將「群青日和」重新編曲，再搭配上杉並兒童合唱團（日语：杉並児童合唱団）數十人的合聲下，呈現不一樣的面貌[19]。
2. 關於那個淑女的夜生活（日語：その淑女ふしだらにつき） 
  - 翻唱曲
  - 收錄於《深夜節目》專輯中

原唱：法蘭·仙納杜拉《The Lady Is a Tramp（英语：The Lady Is a Tramp）》（1937）
3. 臉孔
  - 收錄於《深夜節目》專輯中

椎名林檎和晝海幹音（日语：ヒラマミキオ）二重奏的曲目。

## 批評及評價
音樂網站CD Journal的評論家認為「群青日和」這首歌曲和先前椎名林檎所發行的作品是截然不同的風格，不過卻也表現出椎名林檎在樂團東京事變主唱的身分。CD Journal的評論家則認為「臉孔」這首歌曲以鋼琴獨奏作為開頭，慢慢地讓木吉他聲音和晝海幹音的男聲及椎名林檎的女聲交織所形成的歌曲，是首帶有成人風格的歌曲。

## 銷售排行

### Oricon 銷售榜(日本)
《群青日和》於2004年9月8日發行。發行首週，在日本公信榜Oricon的單曲榜2004年9月第3週付的榜單中以100,580張銷售量居單週第二名。同週第一名是銷售量突破12萬大關的搞笑藝人猩惠的單曲「Mickey」。第二週則以銷售量3.5萬張位居三位，同週第一、二名分別是猩惠的單曲「Mickey」及搖滾樂團色情塗鴉的單曲「Sister」。總計《群青日和》總共在日本公信榜Oricon的單曲榜上榜13週，累積銷售達20.3萬張。同時在2004年年銷售榜中，《群青日和》以20.3萬張銷售量居全年第42名。
| 名稱                  | Oricon銷售榜 | 最高  | 最高    | 總銷售量 | 累積上榜次數 |
| 名稱                  | Oricon銷售榜 | 排 行 | 銷售量  | 總銷售量 | 累積上榜次數 |
| --------------------- | ------------ | ----- | ------- | -------- | ------------ |
| 2004年9月8日 群青日和 | 週銷售排行榜 | #2    | 100,588 | 203,432  | 13週         |
| 2004年9月8日 群青日和 | 月銷售排行榜 | #5    | 161,149 | 203,432  | 13週         |
| 2004年9月8日 群青日和 | 年銷售排行榜 | #42   | 203,432 | 203,432  | 13週         |

### 其他銷售榜
| 排行榜名稱                          | 最高排名 |
| ----------------------------------- | -------- |
| (日本) Soundscan：CD Single Top 20  | #1       |
| (日本) J-WAVE：Tokio Hot 100        | #9       |
| (日本) J-WAVE：Tokio Hot 100 (年榜) | #92      |
| (日本) CDTV Top 100                 | #2       |
| (日本) 告示牌百強單曲榜             | #18      |

### 銷售認證
| 認證單位              | 銷量             |
| --------------------- | ---------------- |
| (日本) RIAJ：單曲銷售 | 金唱片 (100,000) |
| (日本) RIAJ：數位下載 | 金唱片 (100,000) |

## 發行歷史
| 國家 | 發行日期      | 發行形式       | 唱片公司              | 商品編號  |
| ---- | ------------- | -------------- | --------------------- | --------- |
| 日本 | 2004年9月8日  | CD             | 東芝EMI／Virgin Music | TOCT-4884 |
| 台灣 | 2004年9月10日 | CD(進口初回盤) | 東芝EMI／Virgin Music | TOCT-4884 |
| 台灣 | 2004年9月15日 | CD(台壓盤)     | 金牌大風              | 86781420  |

## 宣傳行程
| 類型 | 日期       | 名稱                                      |
| ---- | ---------- | ----------------------------------------- |
| 電視 | 2004/11/27 | 【TBS】COUNTDOWN TV                       |
| 電視 | 2004/12/24 | 【朝日電視台】MUSIC STATION in Super Live |

## 脚注